# Дональд Гловер
Дональд Маккінлі Гловер (молодший) (англ. Donald McKinley Glover Jr.; нар. 25 вересня 1983, Авіабаза Едвардс, Каліфорнія, США) — американський актор, комік, письменник, режисер, музичний продюсер, співак, автор пісень, репер та ді-джей. На музичній сцені виступає під псевдонімом Childish Gambino, а ді-джеїть під ім'ям mcDJ.
Вперше привернув увагу громадськості ще навчаючись в університеті, де був учасником популярної на Youtube групи скетч-коміків Derrick Comedy. Після цього, коли йому було 23 роки, був найнятий Тіною Фей сценаристом для телесеріалу компанії NBC «30 потрясінь». Згодом зіграв студента Троя Барнса у ситкомі «Спільнота». Також зіграв у телесеріалі виробництва каналу FX «Атланта», який сам створив та де періодично виконує роль режисера. Саме за свою роботу над «Атлантою» отримав премію «Золотий глобус» за найкращий комедійний телевізійний серіал та за найкращу чоловічу роль в телевізійному серіалі. Серед фільмів, де знявся Гловер, фігурують такі, як «Таємнича команда» (2009), «Супер Майк XXL» (2015), «Марсіянин» (2015), «Людина-павук: Повернення додому» (2017) та «Соло. Зоряні Війни. Історія» (2018). Він також озвучив Сімбу в рімейку мультфільма «Король Лев» (2019).
2011 року після кількох мікстейпів та самостійно випущених альбомів, Гловер підписав контракт з лейблом Glassnote Records. З того часу видав три альбоми. 2016 року випустив сингл «Redbone», з яким отримав нагороду Греммі за найкращий R&B виступ. 2018 року випустив пісню «This is America» та відекліп до неї; сингл одразу дебютував на першій сходинці чарту Billboard Hot 100. Пісня була номінована та виграла чотири премії Греммі на 61-й церемонії нагородження: Запис року, Пісня року, Найкраще реп виконання та Найкраще музичне відео. На початку липня 2018 року вийшов міні-альбом Гловера під назвою Summer Pack, який включав у себе номіновану на отримання премії Греммі за найкращу R&B пісню «Feels Like Summer». 22 березня 2020 року випустив свій четвертий студійний альбом під назвою 3.15.20.

## Ранні роки
Дональд Маккінлі Гловер народився 25 вересня 1983 року на Авіабазі Едвардс в окрузі Керн, Каліфорнія. Виріс у місті Стоун-Маунтейн, Джорджія у родині свідків Єгови. Вищу освіту здобув в Нью-Йоркському університеті, де здобув диплом за спеціальністю «драматичне письмо». Тоді ж почав писати електронну музику спочатку під псевдонімом MC D, а згодом — під mcDJ. Першими його роботами були ремікси на пісні з альбому Суф'яна Стівенса Illinois (2005).

## Кар'єра

### 2006–2010: Derrick Comedy, «Спільнота» та мікстейпи
2006 року написав тестовий сценарій для «Сімпсонів» та вислав його телепродюсеру Девіду Майнеру. Майнер та Тіна Фей були настільки вражені роботою Гловера, що одразу запропонували йому посаду сценариста для телесеріалу «30 потрясінь». Писав сценарії для серіалу до 2009 року; також протягом цього часу кілька разів знявся у камео «30 потрясінь». 2009 року за свою роботу над третім сезоном отримав Премію Гільдії сценаристів Америки за найкращий комедійний серіал. 
2008 року випустив свій перший мікстейп Sick Boi під псевдонімом Childish Gambino. Сам псевдонім був взятий з генератору імен Wu-Tang Clan. 2008 року проходив кастинг на роль Барака Обами для телешоу Суботнього вечора в прямому ефірі, проте не пройшов, поступившись переможцю Фреду Армісену. З 2006 року був членом скетч-групи Derrick Comedy, постійно з'являючись у їхніх постановках на Youtube. 2009 року вийшов фільм «Таємнича команда» з усією командою Derrick Comedy в головній ролі.

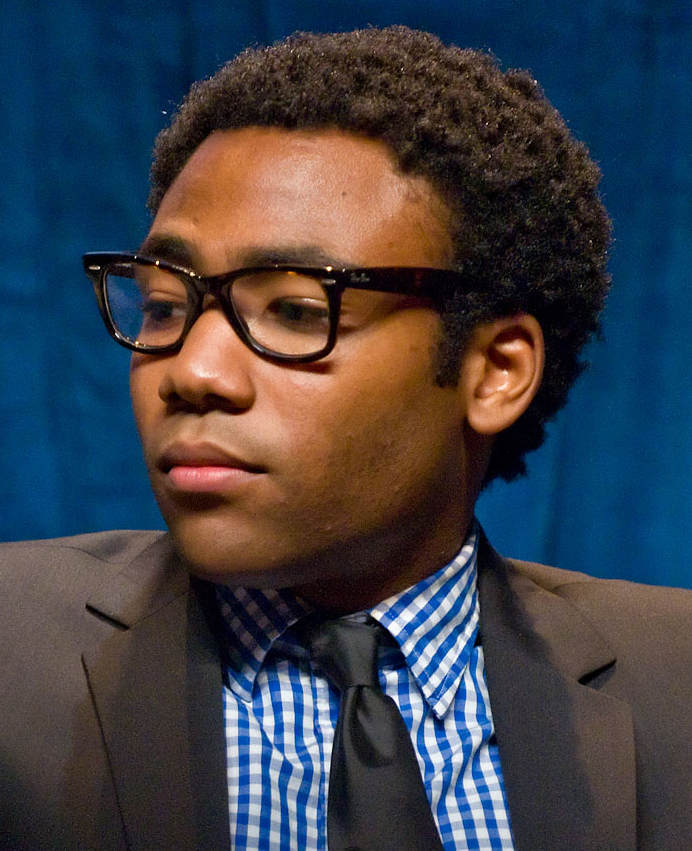
Гловер на представленні «Спільноти», 2010

Ширшій аудиторії Гловер став відомий з появою комедійного телесеріалу «Спільнота» 2009 року, де він зіграв студента Троя Барнса. Загалом взяв участь у п'яти сезонах і відмовився зніматися у шостому. У вересні 2009 року випустив свій другий мікстейп Poindexter. Через рік видав ще три — I Am Just a Rapper, I Am Just A Rapper 2 та  Culdesac.

### 2011–2014:CampтаBecause the Internet

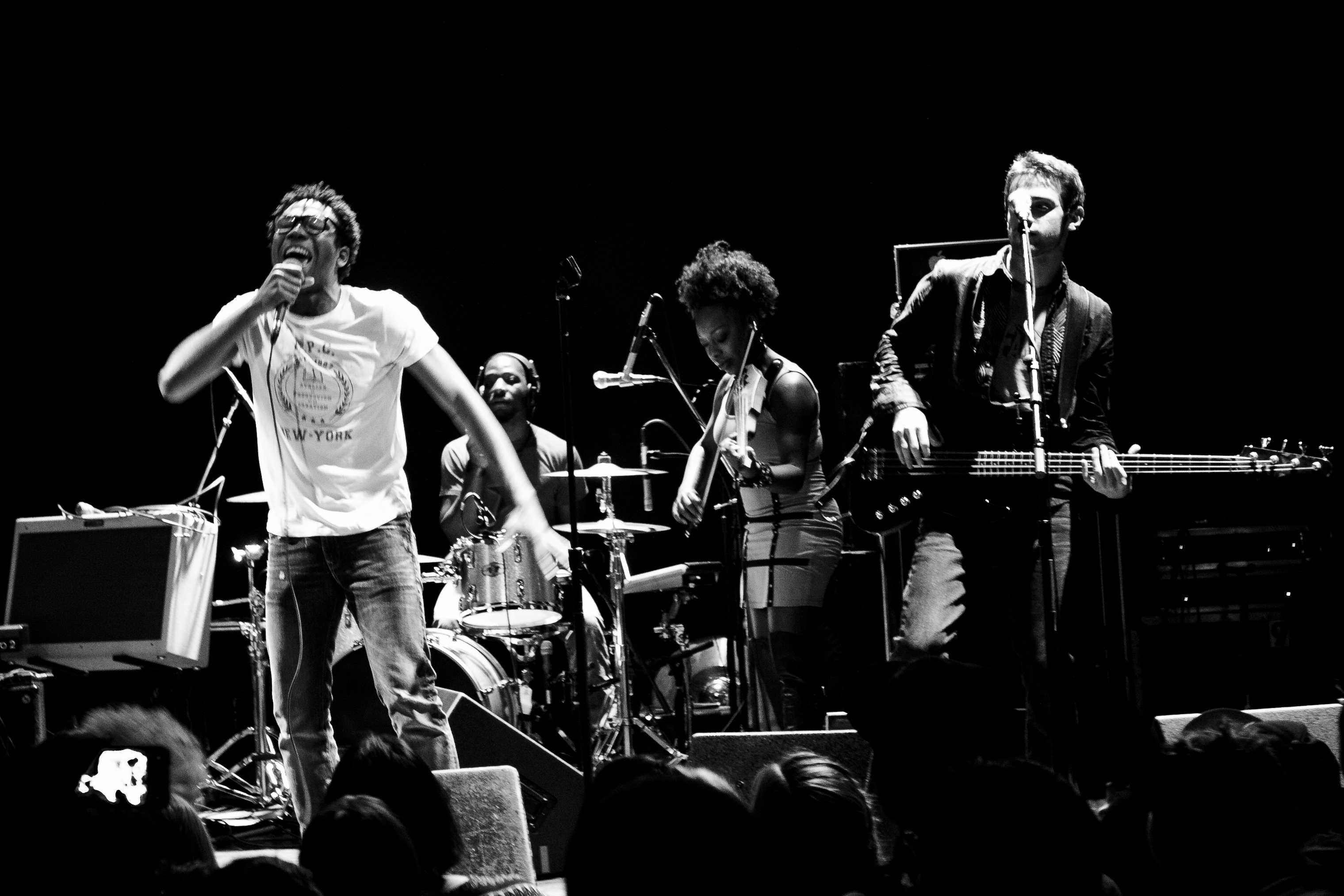
Childish Gambino на виступі в Нью-Йорку, 2010

У березні 2011 року випустив свій перший міні-альбом EP та виклав у мережу інтернет для вільного скачування. У квітні почав американське турне IAMDONALD, яке включало шоу однієї людини — реп та стенд-ап виступи. У червні виступив на фестивалі Bonnaroo як Childish Gambino і як стенд-ап комік. У листопаді провів півтори-годинний стенд-ап «Weirdo» на телеканалі Comedy Central. Протягом всього року також працював над своїм дебютним музичним альбомом, у роботі над яким йому допомагав композитор Людвіг Йоранссон. Перед випуском альбому Гловер підписав контракт з лейблом Glassnote Records, а сам альбом під назвою Camp вийшов 15 листопада 2011 року. Альбомний сингл «Bonfire» досягнув 18-ого місця у хіт-параді Bubbling Under Hot 100, а «Heartbeat» — 54-ого у Hot R&B/Hip-Hop Songs. Через тиждень після того, як вийшов альбом, він зайняв 11-е місце в чарті Billboard 200 з 52,000 проданих копій. Після цього Гловер провів турне на підтримку альбому, яке отримало назву Camp Gambino.
У квітні та травні записав та виклав на своєму вебсайті пісні «Eat Your Vegetables» та «Fuck Your Blog». У липні випустив шостий мікстейп Royalty. Згодом за його участі була записана пісня «Trouble» співачки Леони Льюїс. 
2013 року знявся у комедії «З ким переспати?!!» та у двох серіях «Дівчат», де зіграв республіканського політика. У жовтні завершив роботу в студії над другим альбомом Because the Internet та випустив його у грудні. Альбом одразу ж зайняв сьоме місце у чарті Billboard 200. Підтримав альбом синглами «3005», «Crawl» та «Sweatpants». Пісня «3005» зайняла восьму сходинку хіт-параду UK R&B Singles and Albums Charts та 64-у в Billboard Hot 100. Для реклами альбому Гловер навіть зняв короткометражний фільм, де сам і зіграв головну роль. Альбом Because the Internet отримав сертифікат від Американської асоціації компаній звукозапису за продаж 500,000 примірників.

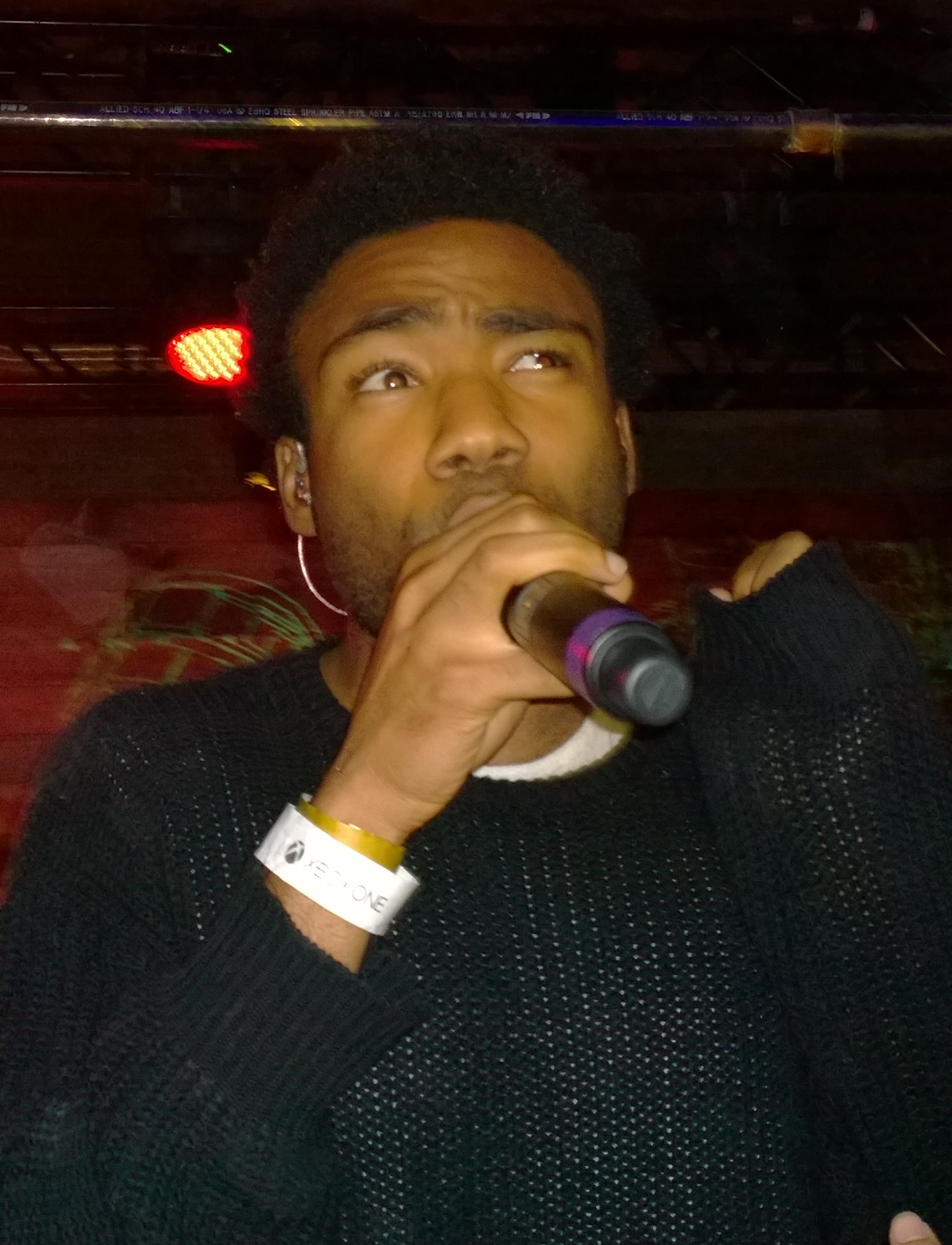
Childish Gambino на South by Southwest, 2014

З лютого по травень 2014 року організував свій черговий концертний тур, який отримав назву The Deep Web Tour. Також виступив режисером відеокліпу на пісню «The Pressure» співачки Дженей Айко. 2 жовтня випустив новий мікстейп STN MTN, а на наступний день EP Kauai. На 57-мій церемонії «Греммі» отримав номінацію за найкращий реп-альбом з альбомом Because the Internet та найкраще реп-виконання з піснею «3005».

### 2015–2017: кіно-ролі, «Атланта» та«Awaken, My Love!»
2015 року Гловер знявся у трьох фільмах. У фантастичному фільмі «Ефект Лазара» зіграв науковця, який працює з командою дослідників над оживленням свого колеги, яке має свої наслідки. У комедійній драмі «Супер Майк XXL» зіграв співака та заспівав кавер на пісню Бруно Марса «Marry You», яка також стала саундтреком до стрічки. Третім фільмом за рік став «Марсіянин», де він зіграв працівника Лабораторії реактивного руху NASA та допоміг головному герою Метта Деймона на Марсі. 2015 року разом з Людвігом Йоранссоном виступив співавтором саундтреку до фільму «Крід: Спадок Роккі Бальбоа».
У жовтні 2015 телеканал FX замовив у Гловера сценарій на 10-серійний сезон телесеріалу «Атланта», а 6 вересня 2016 року відбулась його прем'єра зі схвальними відгуками критиків. У серіалі Гловер грає роль Ернеста Маркса; він також виступає як сценарист, частково режисер та виконавчий продюсер проекту. За роботу над «Атлантою» отримав кілька важливих нагород, серед яких Премія «Золотий глобус» за найкращий комедійний телевізійний серіал та за найкращу чоловічу роль в телевізійному серіалі, а також Прайм-тайм премія «Еммі» за найкращу чоловічу роль в комедійному телесеріалі та за видатну режисерську роботу в комедійному серіалі. Завдяки успіху «Атланти» FX підписали угоду з Гловером для розробки нових шоу для телемережі. Першим з таких шоу мав стати анімований серіал Дедпул, який мав бути розроблений спільно з Marvel Comics. Проте згодом проект було згорнуто через «творчі розбіжності».
У грудні 2016 року вийшов третій студіний альбом Гловера під назвою «Awaken, My Love!». Платівка опинилась на п'ятій сходинці чарту Billboard 200 та отримала золотий сертифікат за 500,000 проданих примірників. На альбомі вперше переважав спів від Childish Gambino, а не реп, як зазвичай. «Awaken, My Love!» був записаний Гловером на натхненні від психоделік-соулу, фанку та R&B, а також від гурту Funkadelic. Альбом був підтриманий синглами «Me and Your Mama», «Redbone» (який досягнув 12 сходинки у Billboard Hot 100) та «Terrified». Платівка була позитивно сприйнята музичними критиками та була номінована на Премію «Греммі» за найкращий альбом року та за найкращий сучасник урбаністичний альбом. А сингл «Redbone» приніс Гловеру нагороду Греммі за найкращий R&B виступ та номінації за найкращу пісню року та найкращу пісню R&B.
2017 року зіграв Аарона Девіса у супергеройському фільмі «Людина-павук: Повернення додому». У квітні 2017 року журнал Тайм включив Гловера до списку «100 найвпливовіших людей світу».  У червні 2017 року оголосив, що припиняє свою музичну кар'єру під псевдонімом Childish Gambino.

### 2018—2020: «This is America» та продовження успіху в музичній та кіно індустрії
У січні 2018 року підписав контракт з лейблом RCA Records, а в травні 2018 року випустив сингл «This is America», який одразу ж завоював першу сходинку чартів США. Пісня записана у змішаному стилі, з істотним впливом трепу. В ній піднімаються гострі соціальні питання США — насильства із застосуванням зброї та проблем чорношкірого населення. Відеокліп зняв японський режисер Хіро Мураї у провокативному стилі. 11 липня 2018 року випустив сингл Summer Pack, який містить треки «Summertime Magic» та «Feels Like Summer», перший з яких є також провідним синглом з наступного четвертого студійного альбому співака.

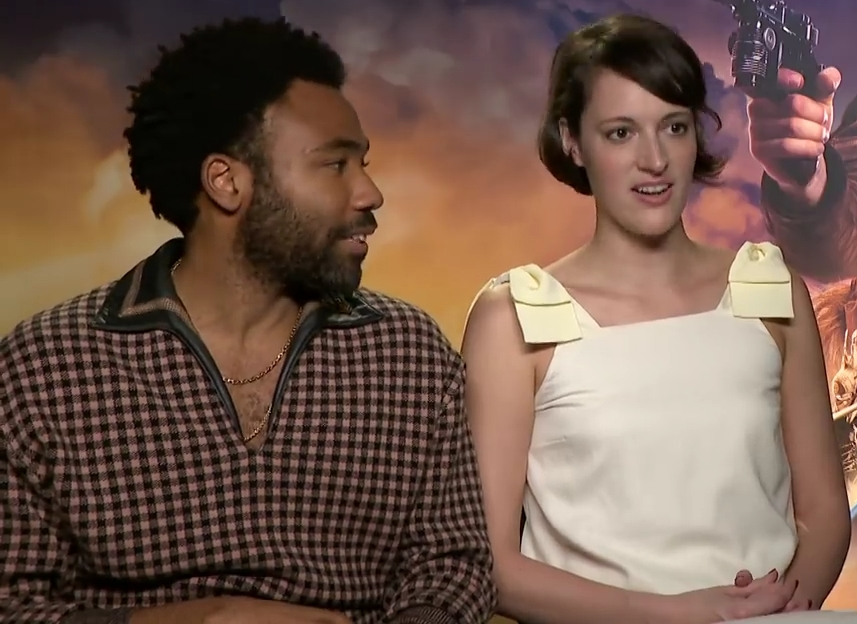
Гловер (ліворуч) разом з Фібі Воллер-Брідж під час промо фільму «Соло. Зоряні Війни. Історія», 2018

2018 року також знявся у стрічці «Соло. Зоряні Війни. Історія», де зіграв молодого Лендо Калріссіана; у попередніх фільмах франшизи цю роль виконував Біллі Ді Вільямс. Незважаючи на змішані відгуки про стрічку, гра Гловера отримала похвалу.
Згодом взяв участь в зйомках анімаційного фільму «Король Лев», який є рімейком однойменного мультфільму 1994 року. У фільмі він озвучив Сімбу, головного протагоніста.
13 квітня 2019 року вийшов мюзикл «Острів Гуава» з Гловером та Ріанною в головних ролях. Стрічка дебютувала на фестивалі Коачелла та транслювалась на youtube каналі фестивалю. Гловер також виступив співхедлайнером на фестивалі під псевдонімом Childish Gambino.
24 квітня представив свою нову пісню «Algorythm».
2019 року озвучив Сімбу з анімаційного фільму «Король Лев». Він також записав саундтрек до стрічки.
15 березня 2020 року несподівано для громадськості транслював свій новий альбом 3.15.20 на власному вебсайті. Через тиждень платівка була завантажена на цифрові платформи. Альбом отримав схвальні відгуки критиків та опинився на 12-му місці чарту Білборд 200.

### 2021—донині: повернення на телебачення
2021 року підписав контракт з Amazon Studios. Також було оголошено, що він візьме участь у виробництві та зйомках римейку стрічки Дага Лаймана «Містер і місіс Сміт», де іншу головну роль зіграє Мая Ерскін. У лютому 2022 року було завершено зйомки третього і четвертого сезону телесеріалу «Атланта». Згодом Гловер оголосив, що працює над серіалом компанії Disney+, пов'язаному з Лендо Калріссіаном із «Зоряних воєн».

## Особисте життя
Гловер має рідного брата Стівена, який також працює сценаристом.
Живе у громадському шлюбі з Мішель Вайт, з якою має двох синів.
Серед музикантів, які справили найбільший вплив на Гловера, він відзначав LCD Soundsystem, Ghostface Killah, Rage Against the Machine, Justice, Outkast, Migos та Funkadelic.

## Вибрані нагороди

### Американський інститут кіномистецтва
| Рік  | Номінована робота | Категорія          | Результат | Примітки |
| ---- | ----------------- | ------------------ | --------- | -------- |
| 2016 | «Атланта»         | Топ 10 телепрограм | Перемога  | [ 79 ]   |

### Billboard Music Award
| Рік  | Номінована роботаа     | Категорія | Результат | Примітки |
| ---- | ---------------------- | --------- | --------- | -------- |
| 2018 | «Redbone»              | R&B пісня | Номінація | [ 80 ]   |
| 2019 | «This Is America Tour» | R&B тур   | Номінація |          |

### Brit Awards
| Рік  | Номінована робота | Категорія                       | Результат | Примітки |
| ---- | ----------------- | ------------------------------- | --------- | -------- |
| 2018 | Childish Gambino  | Найкращий іноземний соло-артист | Номінація | [ 81 ]   |

### Премія Гільдії режисерів Америки
| Рік  | Номінована робота             | Категорія                            | Результат | Примітки |
| ---- | ----------------------------- | ------------------------------------ | --------- | -------- |
| 2017 | «Атланта» (за сьому серію)    | Видатна режисура комедійного серіалу | Номінація | [ 82 ]   |
| 2019 | «Атланта» (за двадцяту серію) | Видатна режисура комедійного серіалу | Номінація |          |

### Премія Гільдії кіноакторів
| Рік  | Номінована робота | Категорія                                            | Результат | Примітки |
| ---- | ----------------- | ---------------------------------------------------- | --------- | -------- |
| 2019 | «Атланта»         | Видатна гра акторського складу в комедійному серіалі | Номінація | [ 83 ]   |

#### Прайм-тайм премія «Еммі»
| Рік  | Номінована робота | Категорія                                    | Результат | Примітки |
| ---- | ----------------- | -------------------------------------------- | --------- | -------- |
| 2017 | «Атланта»         | Найкращий комедійний серіал                  | Номінація | [ 84 ]   |
| 2017 | «Атланта»         | Найкращий актор в комедійному серіалі        | Перемога  | [ 84 ]   |
| 2017 | «Атланта»         | Найкраща режисура в комедійному телесеріалі  | Перемога  | [ 84 ]   |
| 2017 | «Атланта»         | Найкращий сценарій у комедійному телесеріалі | Номінація | [ 84 ]   |

### Золотий глобус
| Рік  | Номінована робота | Категорія                                          | Результат | Примітки |
| ---- | ----------------- | -------------------------------------------------- | --------- | -------- |
| 2017 | «Атланта»         | Найкращий комедійний телевізійний серіал           | Перемога  | [ 85 ]   |
| 2017 | «Атланта»         | Найкраща чоловіча роль в телевізійному серіалі     | Перемога  | [ 85 ]   |
| 2019 | «Атланта»         | Найкращий актор в телесеріалі - мюзикл або комедія | Номінація |          |

### Нагорода Греммі
| Рік  | Номінована робота    | Категорія                               | Результат | Примітки |
| ---- | -------------------- | --------------------------------------- | --------- | -------- |
| 2015 | Because the Internet | Найкращий реп-альбом                    | Номінація | [ 86 ]   |
| 2015 | «3005»               | Найкращий реп-виступ                    | Номінація | [ 86 ]   |
| 2018 | «Awaken, My Love!»   | Альбом року                             | Номінація | [ 86 ]   |
| 2018 | «Awaken, My Love!»   | Найкращий сучасний урбаністичний альбом | Номінація | [ 86 ]   |
| 2018 | «Redbone»            | Пісня року                              | Номінація | [ 86 ]   |
| 2018 | «Redbone»            | Найкраща R&B пісня                      | Номінація | [ 86 ]   |
| 2018 | «Redbone»            | Найкраще виконання традиційного R&B     | Перемога  | [ 86 ]   |
| 2019 | «This Is America»    | Запис року                              | Перемога  |          |
| 2019 | «This Is America»    | Пісня року                              | Перемога  |          |
| 2019 | «This Is America»    | Найкраще реп виконання                  | Перемога  |          |
| 2019 | «This Is America»    | Найкраще музичне відео                  | Перемога  |          |
| 2019 | «Feels Like Summer»  | Найкраща R&B пісня                      | Номінація |          |

### MTV Movie Awards
| Рік  | Номінована робота | Категорія                 | Результат | Примітки |
| ---- | ----------------- | ------------------------- | --------- | -------- |
| 2017 | «Атланта»         | Найкращий актор в серіалі | Номінація | [ 87 ]   |

### MTV Video Music Award
| Рік  | Номінована робота     | Категорія                         | Результат | Примітки |
| ---- | --------------------- | --------------------------------- | --------- | -------- |
| 2012 | «Heartbeat»           | Найкращий хіп-хоп відеокліп       | Номінація | [ 88 ]   |
| 2014 | «3005»                | Найкращий хіп-хоп відеокліп       | Номінація | [ 88 ]   |
| 2015 | «Sober»               | Найкраща режисерська робота       | Номінація | [ 88 ]   |
| 2015 | «III. Telegraph Ave.» | Найкращі візуальні ефекти в кліпі | Номінація | [ 88 ]   |

### NAACP Image Award
| Рік  | Номінована робота | Категорія                                          | Результат | Примітки |
| ---- | ----------------- | -------------------------------------------------- | --------- | -------- |
| 2013 | «Community»       | Видатний актор другого плану в комедійному серіалі | Номінація | [ 89 ]   |
| 2017 | «Атланта»         | Видатний комедійний серіал                         | Номінація | [ 90 ]   |
| 2017 | «Атланта»         | Видатний актор комедійного серіалу                 | Номінація | [ 90 ]   |
| 2017 | «Атланта»         | Видатна режисерська робота в комедійному серіалі   | Перемога  | [ 90 ]   |
| 2017 | «Атланта»         | Видатний сценарій в комедійному серіалі            | Номінація | [ 90 ]   |
| 2019 | «Атланта»         | Видатний комедійний серіал                         | Номінація |          |
| 2019 | «Атланта»         | Видатний актор комедійного серіалу                 | Номінація |          |
| 2019 | «Атланта»         | Видатна режисерська робота в комедійному серіалі   | Перемога  |          |
| 2019 | Childish Gambino  | Видатний артист                                    | Номінація |          |
| 2019 | «This Is America» | Видатна сучасна пісня                              | Номінація |          |
| 2019 | «This Is America» | Видатне музичне відео                              | Перемога  |          |
| 2020 | «Король Лев»      | Видатний голос за кадром                           | Номінація |          |

### Премія «Вибір народу»
| Рік  | Номінована робота | Категорія                         | Результат | Примітки |
| ---- | ----------------- | --------------------------------- | --------- | -------- |
| 2017 | «Атланта»         | Улюблена комедія кабельної мережі | Номінація | [ 91 ]   |

### Премія «Супутник»
| Рік  | Номінована робота | Категорія                                   | Результат | Примітки |
| ---- | ----------------- | ------------------------------------------- | --------- | -------- |
| 2011 | «Спільнота»       | Найкращий актор другого плану у телесеріалі | Номінація | [ 92 ]   |

### Премія Асоціації телевізійних критиків
| Рік  | Номінована робота | Категорія                                    | Результат | Примітки |
| ---- | ----------------- | -------------------------------------------- | --------- | -------- |
| 2017 | «Атланта»         | Індивідуальні досягнення у комедійному жанрі | Перемога  | [ 93 ]   |

### Teen Choice Awards
| Рік  | Номінована робота           | Категорія                  | Результат | Примітки |
| ---- | --------------------------- | -------------------------- | --------- | -------- |
| 2018 | він сам                     | R&B/хіп-хоп виконавець     | Номінація | [ 94 ]   |
| 2018 | «This is America»           | Виконавець                 | Номінація | [ 94 ]   |
| 2018 | Соло. Зоряні Війни. Історія | Найкращий літній кіноактор | Номінація | [ 94 ]   |

## Дискографія

### Студійні альбоми
- Camp (2011)
- Because the Internet (2013)
- «Awaken, My Love!» (2016)
- 3.15.20 (2020)
- Atavista (2024)
- Bando Stone and The New World (2024)

### Мікстейпи
- Sick Boi (2008)
- Poindexter (2009)
- I Am Just a Rapper (2010)
- I Am Just a Rapper 2 (2010)
- Culdesac (2010)
- Royalty (2012)
- STN MTN (2014)

### Міні-альбоми
- EP (2011)
- Kauai (2014)
- Summer Pack (2018)

### Сингли
- «Bonfire» (2012)
- «Heartbeat» (2012)
- «3005» (2013)
- «Crawl» (2014)
- «Sweatpants» (2014)
- «Sober» (2014)
- «Me and Your Mama» (2016)
- «Redbone» (2016)
- «Together» (разом з Селою Сью) (2016)
- «Terrified» (2017)
- «This Is America» (2018)
- «Summertime Magic» (2018)
- «Feels Like Summer» (2018)
- «Time» (разом з Аріана Ґранде) (2020)
- «12.38» (разом з 21 Savage, Ink and Kadhja Bonet) (2020)
- «Sweet Thang (24.19)» (2020)
- Stay High (Childish Gambino Version) (2021)
- Lithonia (2024)
- In The Night (разом з Jorja Smith та Amaarae) (2024)

## Відеокліпи
| Рік  | Назва                                          | Альбом               | Режисер                                 |
| ---- | ---------------------------------------------- | -------------------- | --------------------------------------- |
| 2011 | «Freaks and Geeks»                             | EP                   | Ден Екмен                               |
| 2011 | «Bonfire»                                      | Camp                 | Ден Екмен                               |
| 2012 | «Heartbeat»                                    | Camp                 | Кайл Ньюачек                            |
| 2012 | «Firefly»                                      | Camp                 | High5Collective                         |
| 2013 | «L.E.S.»                                       | Camp                 | Ібра Ейк                                |
| 2013 | «The Worst Guys» (featuring Chance The Rapper) | Because the Internet | Кайл та Адам Ньюачеки                   |
| 2013 | "3005"                                         | Because the Internet | Хіро Мураі                              |
| 2014 | «Sweatpants/Urn»                               | Because the Internet | Хіро Мураі                              |
| 2014 | «Telegraph Ave („Oakland“ By Lloyd)»           | Because the Internet | Хіро Мураі                              |
| 2014 | «The Pressure» (Дженей Айко)                   | Souled Out           | Childish Gambino                        |
| 2015 | «Sober»                                        | STN MTN/KAUAI        | Хіро Мураі                              |
| 2015 | «Tell Me» (featuring Heems)                    | R O Y A L T Y        | Max                                     |
| 2018 | «This Is America»                              |                      | Хіро Мураі                              |
| 2018 | «Feels Like Summer»                            | Summer Pack          | Дональд Гловер, Айван Діксон, Грег Шарп |

## Концертні тури
- IAMDONALD Tour (2011)
- The Sign-Up Tour (2011)
- Camp Gambino Tour (2012)
- Deep Web Tour (2014)
- This Is America Tour (2018)

## Фільмографія
| Рік       |    | Українська назва                                               | Оригінальна назва                                           | Роль                         |
| --------- | -- | -------------------------------------------------------------- | ----------------------------------------------------------- | ---------------------------- |
| 2006—2012 | с  | 30 потрясінь                                                   | 30 Rock                                                     | різні ролі                   |
| 2009—2014 | с  | Спільнота                                                      | Community                                                   | Трой Барнс                   |
| 2009      | ф  | Таємнича команда                                               | Mystery Team                                                | Джейсон Роджерс              |
| 2011      | ф  | Маппети                                                        | The Muppets                                                 | працівник компанії CDE       |
| 2011—2011 | мс | Звичайне шоу                                                   | Regular Show                                                | Альфа Дог (голос)            |
| 2013      | ф  | З ким переспати?!!                                             | The To Do List                                              | Деррік                       |
| 2013      | кф | Аплодуючи не з тієї причини                                    | Clapping for the Wrong Reasons                              | хлопець                      |
| 2013—2013 | с  | Дівчата                                                        | Girls                                                       | Сенді                        |
| 2013—2016 | мс | Час пригод                                                     | Adventure Time                                              | Маршал Лі (голос)            |
| 2014      | ф  | Александр і нестерпний, жахливий, нехороший, дуже поганий день | Alexander and the Terrible, Horrible, No Good, Very Bad Day | Грег                         |
| 2014      | ф  | Курятина і марність                                            | Chicken and Futility                                        | хлопець                      |
| 2015      | ф  | Ефект Лазаря                                                   | The Lazarus Effect                                          | Ніко                         |
| 2015      | ф  | Супер Майк XXL                                                 | Magic Mike XXL                                              | Андре                        |
| 2015      | мс | Людина-павук. Щоденник супергероя                              | Ultimate Spider-Man                                         | Майлз Моралес (голос)        |
| 2015      | ф  | Марсіянин                                                      | The Martian                                                 | Річ Пернелл                  |
| 2016—2022 | с  | Атланта                                                        | Atlanta                                                     | Ернест Маркс / Тедді Перкінс |
| 2017      | ф  | Людина-павук: Повернення додому                                | Spider-Man: Homecoming                                      | Аарон Девіс                  |
| 2018      | ф  | Соло. Зоряні Війни. Історія                                    | Solo: A Star Wars Story                                     | Лендо Калріссіан             |
| 2019      | кф | Острів Гуава                                                   | Guava Island                                                | Дені Марун                   |
| 2019      | мф | Король Лев                                                     | The Lion King                                               | Сімба (голос)                |
| 2024      | с  | Містер і місіс Сміт                                            | Mr. & Mrs. Smith                                            | містер Сміт                  |